# Choryńskowice
Choryńskowice – osiedle Sośnicowic.
Osiedle graniczy bezpośrednio z dzielnicami Gliwic: Ostropa, Wilcze Gardło.
W latach 1975–1998 osiedle jako wieś administracyjnie należało do województwa katowickiego.
Przez osiedle przebiega droga wojewódzka, natomiast
w odległości około 5 km od osiedla przebiega autostrada A4 i znajduje się węzeł Ostropa.